# Jan (Garklāvs)
Jan, imię świeckie Jānis Garklāvs (ur. 25 sierpnia 1898 w Umurdze, zm. 11 kwietnia 1982 w Chicago) – łotewski biskup prawosławny, służący kolejno w Łotewskim Kościele Prawosławnym, Rosyjskim Kościele Prawosławnym oraz w Kościele Prawosławnym w Ameryce. 

## Życiorys
Był z pochodzenia Łotyszem, urodził się w rodzinie chłopskiej. Ukończył szkołę parafialną w Lemzalu. W 1915 na ochotnika zgłosił się do oddziałów strzelców łotewskich walczących w armii rosyjskiej. Walczył w I wojnie światowej, a następnie w wojnie domowej w Rosji. W 1921 emigrował na niepodległą Łotwę, gdzie początkowo pracował jako krawiec, a następnie został psalmistą w cerkwi św. Aleksandra Newskiego w Limbaži. W 1933 rozpoczął naukę w prawosławnym seminarium duchownym w Rydze, a po uzyskaniu dyplomu końcowego w 1936 przyjął, jako celibatariusz, święcenia kapłańskie z rąk biskupa jełgawskiego Jakuba. Pracę duszpasterską podjął w cerkwi Narodzenia Pańskiego w Kolce, równocześnie także w cerkwiach św. Arseniusza w Ķūļciems, Świętych Konstantyna i Heleny w Dundadze oraz w cerkwi w Talsi. Otrzymał godność protoprezbitera.
W czasie II wojny światowej blisko współpracował z egzarchą Krajów Bałtyckich (z ramienia Patriarchatu Moskiewskiego), metropolitą Sergiuszem. Udało mu się zdobyć u okupacyjnych władz niemieckich prawo do odprawiania nabożeństw w obozach dla jeńców radzieckich. W lipcu 1942 zamieszkał w monasterze Świętego Ducha w Wilnie i 26 listopada tego samego roku złożył w nim wieczyste śluby mnisze, przyjmując imię zakonne Jan. 3 stycznia 1943 został mianowany archimandrytą.
28 lutego 1943 przyjął chirotonię na biskupa ryskiego. Ceremonia odbyła się w soborze Narodzenia Pańskiego w Rydze pod przewodnictwem metropolity Sergiusza. W październiku tego samego roku hierarcha ten mianował biskupa Jana II kandydatem na swojego zastępcę. Po zamordowaniu Sergiusza biskup ryski był przez kilka miesięcy locum tenens Egzarchatu Krajów Bałtyckich. Kierował również prawosławną misją na Litwie, w ramach której sprawował opiekę duchową nad radzieckimi jeńcami i wysiedlonymi z Łotwy Rosjanami (do momentu, gdy Niemcy zabronili mu tego typu działalności). 22 września 1944 na żądanie władz niemieckich ewakuował się do Lipawy, a następnie emigrował do Niemiec. Osiadł w Czechosłowacji, a gdy miejscowość, w której żył, znalazła się w strefie okupowanej przez wojska radzieckie, napisał list do patriarchy moskiewskiego i całej Rusi Aleksego I z prośbą o pomoc w uzyskaniu prawa powrotu do ZSRR. Nie uzyskawszy odpowiedzi, przedostał się do amerykańskiej strefy okupacyjnej, po czym osiadł w Bawarii i kontynuował pracę duszpasterską w obozach dla przesiedleńców.
W 1949 emigrował do USA i przyjął jurysdykcję Metropolii Amerykańskiej. W październiku tego samego roku został w tymże Kościele mianowany biskupem Detroit i Cleveland. Od 1955 był równocześnie locum tenens diecezji Chicago i Minneapolis.  W 1957 został ordynariuszem tejże diecezji. Otworzył w niej kilka nowych parafii, cieszył się wielkim autorytetem wśród wiernych. Odszedł w stan spoczynku w 1978, resztę życia spędził w Chicago. Zmarł w 1982 i został pochowany na cmentarzu monasteru św. Tichona Zadońskiego w South Canaan.
Przez wiele lat przechowywał w swoim domu Tichwińską Ikonę Matki Bożej. Zgodnie z jego testamentem ikona została zwrócona klasztorowi w Tichwinie, gdy został on w pełni odnowiony, w 2004.